# Merzig-Wadern
Merzig-Wadern és un districte ("Landkreis" en alemany) de Saarland (Alemanya). El cap del districte és la ciutat de Merzig.

## Història
El districte va ser creat en 1816 quan el territori es converteix en propietat de Prússia.
Després de la Primera Guerra Mundial, el territori de Saarland va ser administrat per la Societat de Nacions, que va dividir el districte en dues parts. La zona de Wadern es va mantenir a Prússia, mentre que l'àrea de Merzig va esdevenir part del Territori de la Conca del Sarre.
Al 1935, el Saarland s'uneix, per plebiscit, a Alemanya, i després de la Segona Guerra Mundial, les dues parts s'uneixen en el nou Districte de Merzig-Waderen.

## Ciutats i municipis

Ciutats i municipis de Merzig-Wadern

(Nombre d'habitants el 2015)
| Ciutats 1. Merzig (29.937) 2. Wadern (15.809) | Municipis 1. Beckingen (15.145) 2. Losheim am See (15.995) 3. Mettlach (12.251) 4. Perl (8.351) 5. Weiskirchen (6.509) |